# Coldbrook Provincial Park
Coldbrook Provincial Park är en park i Kanada.   Den ligger i provinsen Nova Scotia, i den sydöstra delen av landet, 900 km öster om huvudstaden Ottawa. Coldbrook Provincial Park ligger 28 meter över havet.
Terrängen runt Coldbrook Provincial Park är platt åt sydost, men åt nordväst är den kuperad. Närmaste större samhälle är Kentville, 5,0 km öster om Coldbrook Provincial Park. 
Omgivningarna runt Coldbrook Provincial Park är en mosaik av jordbruksmark och naturlig växtlighet. Runt Coldbrook Provincial Park är det ganska tätbefolkat, med 100 invånare per kvadratkilometer.